# Didymosphaeria massarioides
Didymosphaeria massarioides är en lavart som beskrevs av Speg. 1898. Didymosphaeria massarioides ingår i släktet Didymosphaeria och familjen Didymosphaeriaceae.  Arten är reproducerande i Sverige. Inga underarter finns listade i Catalogue of Life.